# Johannes Peter Müller
Johannes Peter Müller, nemški fiziolog, anatom in ihtiolog, * 14. julij 1801, Koblenz, Prvo Francosko cesarstvo, † 28. april 1858, Berlin, Prusija.
Bil je eden najvplivnejših fiziologov svoje dobe, odgovoren za oblikovanje sodobne nemške šole fiziologije in uveljavitev Berlina kot evropskega središča medicinskih znanosti.

## Življenje in delo
Rodil se je v Koblenzu, ki je takrat spadal pod Francijo (danes Porenje - Pfalška, Nemčija), kot najstarejši od petih otrok skromnega čevljarja. Kot izjemno nadarjen dijak je vzbudil pozornost pruskega šolnika Johannesa Schulzeja, ki je prepričal njegovega očeta da ga pošlje na šolanje na novoustanovljeno Univerzo v Bonnu. Tu se je mladi Müller med študijem medicine srečal s t. i. filozofijo narave, prevladujočo filozofsko usmeritvijo v naravoslovju takratne protestantske Prusije.
Leta 1822 je pridobil naziv doktorja medicine s tezo o vzorcih gibanja živali. Po doktoratu je odšel na usposabljanje k berlinskemu anatomu Karlu Rudolphiju, ki je bil izrazit nasprotnik filozofije narave. Pod njegovim vplivom se je otresel filozofskih špekulacij o vzrokih za naravne procese in postal spreten mikroskopist. Leta 1824 je opravil državni izpit iz medicine in se vrnil v Bonn, kjer je na univerzi pridobil habilitacijo za predavatelja. V začetku je moral skromne prihodke dopolnjevati kot zdravnik in tajnik Leopoldinsko-Karolinske akademije znanosti. V Bonnu je ostal do leta 1833 in na univerzi napredoval od predavatelja do rednega profesorja, hkrati pa izvedel ogromno število anatomskih in fizioloških študij.
Fizioloških problemov se je loteval primerjalno, s preučevanjem več živalskih vrst. Že leta 1826 je v knjigi Physiologie des Gesichtssinnes des Menschen und der Thiere (Fiziologija vida pri ljudeh in živalih) izrazil prepričanje, da čutila niso pasivni prenašalci zunanjih dražljajev, temveč je čutna zaznava bolj kot od vrste dražljaja odvisna od čutila, ki dražljaj registrira - čutilo ima svojo »specifično energijo«, kot je fenomen poimenoval. Človeško razumevanje sveta je torej neločljivo povezano z zgradbo njegovih čutil, ta ideja pa je močno vplivala na celotno spoznavno teorijo. Kot je opazil pri sebi, lahko čutila v določenih okoliščinah tudi spontano ustvarjajo čutne zaznave brez zunanjih dražljajev, kar je predlagal kot vzrok za privide duhov, religiozna videnja ipd. Pričel je eksperimentirati na sebi tako da si je kratil spanec in poskušal vplivati na svoje privide, kar je leta 1827, kmalu po poroki z Anno Zeiler, privedlo do prvega živčnega zloma. Tudi v kasnejšem življenju je imel več epizod manične depresije (sicer podedovane psihične motnje, ki pa so jo pri njem vsakič sprožili zunanji dejavniki), čeprav na sebi ni več eksperimentiral. Po okrevanju se je lotil obsežnih raziskav endokrinega in živčnega sistema ter obtočil. Med drugim je kot prvi eksperimentalno potrdil hipotezo da so živci, ki izhajajo iz hrbtenjače anteriorno in potujejo proti okončinam, senzorični, tisti, ki potujejo iz okončin in vstopajo posteriorno, pa motorični.
Leta 1833 je dobil mesto profesorja na Humboldtovi univerzi v Berlinu kot naslednik preminulega Rudolphija. Predaval je fiziologijo in primerjalno ter patološko anatomijo, pri njem so se šolali kasneje slavni biologi in patologi, kot so Emil Du Bois-Reymond, Ernst Haeckel, Hermann Helmholtz in Rudolf Virchow. Pod njegovim vodstvom je postal Berlin pomembno središče primerjalne anatomije. V tem času se je ponovno posvetil tudi patologiji; njegov takratni asistent Theodor Schwann je demonstriral, da je celica osnovna gradbena enota organizma, zato je pričel preučevati celično zgradbo tumorjev in postavil temelje patološki histologiji. Svoje fiziološko znanje je zbral v svojem glavnem delu, Handbuch der Physiologie (Učbenik fiziologije), ki je izhajal med letoma 1833 in 1840 in je bil praktično do konca stoletja najpomembnejši učbenik tega področja. V njem prepleta izsledke svojih eksperimentov in vitalistična prepričanja o »življenjski energiji« (»duši«) vsakega živega bitja, ki dela ta organizem za nedeljivo celoto in jo po njegovem zakoni fizike nikoli ne bodo mogli pojasniti.
Po prevzemu profesure v Berlinu se je počasi nehal eksperimentalno ukvarjati s fiziologijo in se posvetil primerjalni anatomiji ter se proslavil tudi na tem področju. Zbiral in razvrščal je predvsem morske organizme. Obsežni so njegovi prispevki k taksonomiji in poznavanju razvoja rib, pa tudi nižjih morskih vretenčarjev (piškurji, glenavice) in nevretenčarjev (predvsem iglokožcev). Na odprave zbiranja primerkov je redno jemal s seboj študente.
Poleg poučevanja in raziskovanja je opravljal tudi administrativne naloge, sprva kot dekan medicinske fakultete (v mandatih 1835-36 in 1842-43) ter kasneje še rektor berlinske univerze (v mandatih 1838-39 in 1847-48). V času njegovega drugega rektorskega mandata je izbruhnila marčna revolucija, v kateri se je kot konzervativec postavil v bran staremu redu, kljub temu pa je moral dvakrat na zagovor h kulturnemu ministru ker ni mogel ukrotiti upornih študentov. Po koncu semestra je doživel ponoven živčni zlom in okreval vse do pomladi 1849. Zadnji izbruh manične depresije, od katerega si ni več popolnoma opomogel, je doživel jeseni 1855, po tistem ko je na poti z raziskovalne odprave na Švedsko potonil parnik, s katerim je potoval. V brodolomu je utonil študent, ki ga je spremljal, za kar se je Müller čutil osebno odgovornega. V naslednjih letih je še poučeval in raziskoval, vendar je njegovo zdravje začelo vidno pešati, tako da je redno jemal opij. Umrl je leta 1858 v starosti 56 let; pričevanja o njegovi smrti se zelo razlikujejo, tako da točen vzrok ni znan. Nekateri ljudje, ki so mu bili blizu, med njimi Ernst Haeckel, so ugibali celo, da je naredil samomor.

## Dela
Objavil je preko 200 člankov, razprav, poročil in drugih znanstvenih del, predvsem v serijskih publikacijah akademije. Med njegovimi pomembnejšimi deli so:
- Zur vergleichenden Physiologie des Gesichtssinnes des Menschen und der Thiere. Leipzig: K. Knobloch, 1826.
- Ueber die phantastischen Gesichtserscheinungen. Koblenz: Jacob Hölscher, 1826
- Bestätigung des Bell’schen Lehrsatzes, dass die doppelten Wurzeln der Rückenmarksnerven verschiedene Functionen haben, durch neue und entscheidende Experimente. Notizen aus dem Gebiete der Natur- und Heilkunde 30.8: 113-117, 1831
- De glandularum secernentium structura penitiori, 1830
- Bildungsgeschichte der Genitalien aus anatomischen Untersuchungen an Embryonen des Menschen und der Thiere. Düsseldorf: Arnz, 1830
- On the Generic Characters of Cartilaginous Fishes, with Descriptions of New Genera. The Magazine of Natural History 2: 33-37, 88-91, 1838
- Handbuch der Physiologie des Menschen für Vorlesungen. Erster Band, dritte verbesserte Auflage. Coblenz: Verlag von J. Hölscher, 1837
- Handbuch der Physiologie des Menschen für Vorlesungen. Zweiter Band. Coblenz: Verlag von J. Hölscher, 1840
- Ueber den feineren Bau und die Formen der krankhaften Geschwülste. Berlin: Reimer, 1838
- Ueber die Compensation der physischen Kräfte am menschlichen Stimmorgan. Berlin: Hirschwald, 1839
- Ueber die Erzeugung von Schnecken in Holothurien. Monatsberichte der Königlichen Preussischen Akademie der Wissenschaften zu Berlin: 628-49, 1851
- Über den allgemeinen Plan in der Entwickelung der Echinodermen. Physikalische Abhandlungen der Königlichen Akademie der Wissenschaften zu Berlin: 25-65, 1852